# Dynamenopsis varicolor
Dynamenopsis varicolor är en kräftdjursart som beskrevs av Hurley och Jansen 1971. Dynamenopsis varicolor ingår i släktet Dynamenopsis och familjen klotkräftor.
Artens utbredningsområde är havet kring Nya Zeeland. Inga underarter finns listade i Catalogue of Life.